# Stenhomalus baibarensis
Stenhomalus baibarensis là một loài bọ cánh cứng trong họ Cerambycidae.